# Zapasy na Letnich Igrzyskach Olimpijskich 1972 – kategoria do 62 kg w stylu klasycznym
Zmagania mężczyzn do 62 kg to jedna z dziesięciu męskich konkurencji w zapasach w stylu klasycznym rozgrywanych podczas Letnich Igrzysk Olimpijskich 1972. Pojedynki w tej kategorii wagowej odbyły się w dniach 5 – 10 września.

## Zasady[1]
Punktacja opierała się na systemie „złych punktów karnych”. Zwycięzca otrzymywał zero punktów za wygraną przez „tusz” (łopatki) lub dyskwalifikację; pół punktu za przewagę techniczną, a jeden za zwycięstwo na punkty. Dwa punkty przyznawano za remis, a dwa i pół za remis i pasywność. Za porażkę na punkty zawodnik otrzymywał trzy punkty. Przegrana przez przewagę techniczną skutkowała 3,5 punktami karnymi, a za łopatki lub dyskwalifikację przyznawano 4 punkty karne. Uzyskanie sześciu lub więcej punktów eliminowało zapaśnika z turnieju. Najlepsza trójka walczyła w rundzie finałowej.

## Klasyfikacja[2]
| Pozycja | Nazwisko             | Kraj              |
| ------- | -------------------- | ----------------- |
| 1       | Georgi Myrkow        | Bułgaria          |
| 2       | Heinz-Helmut Wehling | NRD               |
| 3       | Kazimierz Lipień     | Polska            |
| 4       | Hideo Fujimoto       | Japonia           |
| 5       | Dżemal Megriszwili   | ZSRR              |
| 6       | Ion Păun             | Rumunia           |
| 7       | Martti Laakso        | Finlandia         |
| 7       | Stelios Mijakis      | Grecja            |
| 9       | Slavko Koletić       | Jugosławia        |
| 10      | László Réczi         | Węgry             |
| 11      | Harry Van Landeghem  | Belgia            |
| 12      | Jakob Tanner         | Szwajcaria        |
| 12      | Metin Alakoç         | Turcja            |
| 12      | Jim Hazewinkel       | Stany Zjednoczone |
| 15      | Théodule Toulotte    | Francja           |
| 15      | Juan de Hernández    | Gwatemala         |
| 15      | Eliseo Salugta       | Filipiny          |
| 15      | Carlos Hurtado       | Peru              |
| 19      | Mohammad Kederi      | Afganistan        |

## Wyniki

### Pierwsza runda[3]
| Zwycięzca           | Punkty karne | Risultato | Przegrany            | Punkty karne |
| ------------------- | ------------ | --------- | -------------------- | ------------ |
| Slavko Koletić      | 0            | Łopatki   | Jim Hazewinkel       | 4            |
| Kazimierz Lipień    | 0            | Łopatki   | Théodule Toulotte    | 4            |
| László Réczi        | 1            | Na punkty | Jakob Tanner         | 3            |
| Stelios Mijakis     | 0            | Łopatki   | Mohammad Kederi      | 4            |
| Dżemal Megriszwili  | 0            | Łopatki   | Metin Alakoç         | 4            |
| Georgi Myrkow       | 0            | Łopatki   | Eliseo Salugta       | 4            |
| Harry Van Landeghem | 0            | Łopatki   | Carlos Hurtado       | 4            |
| Martti Laakso       | 0            | Łopatki   | Juan de Hernández    | 4            |
| Hideo Fujimoto      | 1            | Na punkty | Heinz-Helmut Wehling | 3            |
| Ion Păun            | 0            | Bez walki |                      |              |

### Druga runda[4]
| Zwycięzca            | Punkty karne | Risultato   | Przegrany           | Punkty karne |
| -------------------- | ------------ | ----------- | ------------------- | ------------ |
| Ion Păun             | 1            | Na punkty   | Jim Hazewinkel      | 7            |
| Slavko Koletić       | 0            | Łopatki     | Théodule Toulotte   | 8            |
| Kazimierz Lipień     | 1            | Na punkty   | László Réczi        | 4            |
| Stelios Mijakis      | 0            | Łopatki     | Jakob Tanner        | 7            |
| Dżemal Megriszwili   | 0            | Łopatki     | Eliseo Salugta      | 8            |
| Georgi Myrkow        | 1            | Na punkty   | Metin Alakoç        | 7            |
| Martti Laakso        | 0            | Łopatki     | Carlos Hurtado      | 8            |
| Hideo Fujimoto       | 1,5          | Przewaga    | Harry Van Landeghem | 3,5          |
| Heinz-Helmut Wehling | 3            | Łopatki     | Juan de Hernández   | 8            |
| Mohammad Kederi      |              | Wycofał się |                     |              |

### Trzecia runda[5]
| Zwycięzca            | Punkty karne | Risultato | Przegrany           | Punkty karne |
| -------------------- | ------------ | --------- | ------------------- | ------------ |
| Ion Păun             | 2            | Na punkty | Slavko Koletić      | 3            |
| Kazimierz Lipień     | 1            | Łopatki   | Stelios Mijakis     | 4            |
| Dżemal Megriszwili   | 1            | Na punkty | László Réczi        | 7            |
| Georgi Myrkow        | 1            | Łopatki   | Harry Van Landeghem | 7,5          |
| Hideo Fujimoto       | 3,5          | Remis     | Martti Laakso       | 2            |
| Heinz-Helmut Wehling | 3            | Bez walki |                     |              |

### Czwarta runda[6]
| Zwycięzca        | Punkty karne | Risultato | Przegrany            | Punkty karne |
| ---------------- | ------------ | --------- | -------------------- | ------------ |
| Ion Păun         | 4,5          | Remis     | Heinz-Helmut Wehling | 5,5          |
| Kazimierz Lipień | 1,5          | Przewaga  | Slavko Koletić       | 6,5          |
| Stelios Mijakis  | 5            | Na punkty | Dżemal Megriszwili   | 4            |
| Georgi Myrkow    | 2            | Na punkty | Martti Laakso        | 5            |
| Hideo Fujimoto   | 3,5          | Bez walki |                      |              |

### Piąta runda[7]
| Zwycięzca            | Punkty karne | Risultato | Przegrany        | Punkty karne |
| -------------------- | ------------ | --------- | ---------------- | ------------ |
| Hideo Fujimoto       | 4,5          | Na punkty | Ion Păun         | 7,5          |
| Heinz-Helmut Wehling | 5,5          | Łopatki   | Kazimierz Lipień | 5,5          |
| Georgi Myrkow        | 3            | Na punkty | Stelios Mijakis  | 8            |
| Dżemal Megriszwili   | 5            | Na punkty | Martti Laakso    | 8            |

### Runda finałowa[8]
| Zwycięzca            | Punkty karne | Risultato | Przegrany          | Punkty karne |
| -------------------- | ------------ | --------- | ------------------ | ------------ |
| Kazimierz Lipień     | 6,5          | Na punkty | Hideo Fujimoto     | 7,5          |
| Heinz-Helmut Wehling | 6,5          | Na punkty | Dżemal Megriszwili | 8            |
| Georgi Myrkow        | 3            | Bez walki |                    |              |